# Gran Premio motociclistico dell'Ulster 1952
Il Gran Premio dell'Ulster corso il 14 e il 16 agosto 1952 sul Circuito di Clady, è stata la sesta gara del motomondiale 1952, e rappresenta la 24ª edizione del GP dell'Ulster e l'ultima disputata su questo circuito.
Furono in gara le quattro classi disputate in singolo, non parteciparono invece i sidecar.
La vittoria nelle due classi di maggior cilindrata andarono rispettivamente Cromie McCandless e a Ken Kavanagh (entrambi alla prima vittoria in una gara mondiale); la 250 fu appannaggio invece di Maurice Cann (alla terza vittoria su quattro edizioni del GP dal 1949) e la classe 125 di Cecil Sandford.

## Classe 500
La competizione ebbe luogo il sabato 16 agosto e al via si presentarono 32 piloti e di questi ne furono classificati 22 al termine della gara.
Tra i ritirati di rilievo vi furono Reg Armstrong, Umberto Masetti, Arthur Wheeler, Ken Kavanagh e Leslie Graham; quest'ultimo ottenne il giro più veloce in gara e il tempo di 9'21.0 fatto segnare restò anche il record assoluto di questo circuito sostituito dall'anno successivo dal nuovo circuito di Dundrod.
Arrivati al traguardo (classifica parziale)
| Pos. | Pilota             | Moto      | Tempo      | Punti |
| ---- | ------------------ | --------- | ---------- | ----- |
| 1    | Cromie McCandless  | Gilera    | 2h 28:54.0 | 8     |
| 2    | Rod Coleman        | AJS       | + 2:47.3   | 6     |
| 3    | Bill Lomas         | Gilera    | + 5:07.8   | 4     |
| 4    | Jack Brett         | AJS       | + 6:14.0   | 3     |
| 5    | Phil Carter        | Norton    | + 8:27.4   | 2     |
| 6    | John Surtees       | Norton    | + 1 giro   | 1     |
| 7    | Roy E. Evans       | Norton    | + 1 giro   |       |
| 8    | Sparks Campbell    | Norton    | +1 giro    |       |
| 9    | John Guirke        | Norton    | +1 giro    |       |
| 10   | Jack Bailey        | Norton    | +1 giro    |       |
| 11   | Malcolm Templeton  | AJS       | +1 giro    |       |
| 12   | Harry T. Turner    | Norton    | +1 giro    |       |
| 13   | Douglas Sides      | Velocette | +2 giri    |       |
| 14   | Reginald MacDonald | AJS       | +2 giri    |       |
| 15   | Rally Dean         | Norton    | +2 giri    |       |
| 16   | Robert Ferguson    | AJS       | +2 giri    |       |
| 17   | Giuseppe Colnago   | Gilera    | +2 giri    |       |
| 18   | John A. Dickson    | Velocette | +2 giri    |       |
| 19   | Robin Fitton       | Norton    | +3 giri    |       |
| 20   | Fonsie McGovern    | Norton    | +3 giri    |       |
| 21   | J.O. Kerrigan      | Triumph   | +3 giri    |       |
| 22   | Stanley Williamson | Norton    | +3 giri    |       |

## Classe 350
La 350 è stata la prima classe ad essere disputata, giovedì 14 agosto.
Posizioni a punti
| Pos. | Pilota        | Moto   | Tempo | Punti |
| ---- | ------------- | ------ | ----- | ----- |
| 1    | Ken Kavanagh  | Norton |       | 8     |
| 2    | Reg Armstrong | Norton |       | 6     |
| 3    | Rod Coleman   | AJS    |       | 4     |
| 4    | Jack Brett    | AJS    |       | 3     |
| 5    | Ernie Ring    | AJS    |       | 2     |
| 6    | Mike O'Rourke | AJS    |       | 1     |

## Classe 250
Posizioni a punti
| Pos. | Pilota            | Moto       | Tempo | Punti |
| ---- | ----------------- | ---------- | ----- | ----- |
| 1    | Maurice Cann      | Moto Guzzi |       | 8     |
| 2    | Enrico Lorenzetti | Moto Guzzi |       | 6     |
| 3    | Leslie Graham     | Velocette  |       | 4     |
| 4    | Ron Mead          | Velocette  |       | 3     |
| 5    | Benny Rood        | Velocette  |       | 2     |
| 6    | Ray Petty         | Norton     |       | 1     |

## Classe 125
Solo 6 piloti furono al via della gara, il minimo ammesso dai regolamenti affinché la gara risultasse valida; erano in gara 4 MV Agusta e 2 FB Mondial. Furono solo 3 i piloti a tagliare il traguardo.
Con la vittoria ottenuta Cecil Sandford avrà anche la matematica certezza del titolo iridato piloti, primo pilota non italiano ad ottenere il titolo nella categoria.
Posizioni a punti
| Pos. | Pilota         | Moto      | Tempo | Punti |
| ---- | -------------- | --------- | ----- | ----- |
| 1    | Cecil Sandford | MV Agusta |       | 8     |
| 2    | Bill Lomas     | MV Agusta |       | 6     |
| 3    | Charlie Salt   | MV Agusta |       | 4     |

### Ritirati
| Pilota            | Moto       | Motivo ritiro |
| ----------------- | ---------- | ------------- |
| Carlo Ubbiali     | FB Mondial |               |
| Cromie McCandless | FB Mondial |               |
| Harvey Williams   | MV Agusta  |               |